# Gloucester Point
Gloucester Point – jednostka osadnicza w Stanach Zjednoczonych, w stanie Wirginia, w hrabstwie Gloucester.